# Lionel Kochan
Lionel Edmond Kochan (Willesden, 20 agosto 1922 – Oxford, 25 settembre 2005) è stato uno storico, giornalista e editore britannico.
È conosciuto principalmente per il suo lavoro sulla Storia ebraica e sulla Storia europea.
Storico esperto di Europa centrale e Russia, con il suo lavoro contribuì a rendere disciplina accademica la storia ebraica moderna .

## Biografia
Era nato in una famiglia di ebrei polacchi, suo padre era un gioielliere. 
Si laureò nel 1942 presso il Corpus Christi College a Cambridge. Durante la seconda guerra mondiale prestò servizio nell'Intelligence Corps. Conseguì il dottorato di ricerca presso la London School of Economics, sotto la guida di Charles Webster, professore di storia internazionale.

## Pubblicazioni (parziale)
- Lionel Kochan, Storia della Russia moderna, 2ª ed., Torino, Einaudi, 1971  [1968], ISBN 88-06-04499-0.
- Jews, Idols and Messiahs: The Challenge from History (1990) Blackwell Publishing Ltd, Oxford ISBN 0631154779 ISBN 978-0631154778
- Beyond the Graven Image: A Jewish View, Palgrave Macmillan, Londra (1997)